# Перейра, Мигель
Мигель Перейра (исп. Miguel Pereira; род. 12 апреля 1957, Сан-Сальвадор-де-Жужуй, Аргентина) — аргентинский кинорежиссер, продюсер и сценарист. Главным образом работает в аргентинском кинематографе.

## Биография
Перейра учился в Лондонской киношколе, которую окончил в 1982 году.
Его прорывом, а также дебютной режиссерской работой стала лента «Вероника Крус» (1988) совместного производства Аргентины и Великобритании. Фильм завоевал множество наград на 38-м Берлинском кинофестивале, среди которых и «Серебряный медведь».
С 2002 до 2008 года он был директором Международного кинофестиваля Мар-дель-Плата в Буэнос-Айресе ежегодно в марте. Фестиваль относится к кинофорумам Категории А, так же как и Каннский, Берлинский или Венецианский.